# 稲塚二郎
稲塚二郎（いなづかじろう、1933年 - 2012 年）建築家。

## 経歴
三重県生まれで、1957年 神戸大学工学部建築学科を卒業し東京大学大学院数物系研究科修士課程に進学、1959年課程修了後丹下研究室。1962年 丹下建築研究所入所。1985年退所。稲塚二郎・都市・建築設計事務所設立。
代表作に桐蔭学園キャンパス整備 森さんの家 小さな共同住宅 太東興産田園調布社宅 府中南ビル など。

## 参考
脚注
1. ↑  丹下健三・藤森照信『丹下健三』新建築社
2. ↑  新建築 2000年4月号
3. ↑  新建築1985年9月号
4. ↑  日本の現代住宅　I　1966-1968（彰国社）
5. ↑  新建築住宅特集 第67号 1991年11月号:視点-住むことの普遍と重層　新建築社
6. ↑  建築設計資料037 社宅・寮 - 建築資料研究社 BOOKS

出典
- 豊川斎赫『群像としての丹下研究室』（オーム社、2012年） 現代日本の建築 vol.2 architecture（2006年）